# Масалыки
Масалы́ки (бел. Масалыкі) — деревня в составе Савского сельсовета Горецкого района Могилёвской области Республики Беларусь.

## Население
- 1999 год — 88 человек
- 2010 год — 56 человек